# Tial

Estructura química de un tial.

Un tial o tioaldehído es un grupo funcional en química orgánica que es análogo a un aldehído, RC(O)H, en el que un átomo de azufre (S) reemplaza al átomo de oxígeno (O) del aldehído (R representa un grupo alquilo o arilo). Los tioaldehídos son incluso más reactivos que las tiocetona. Los tioaldehídos sin impedimento estérico son generalmente inestables - por ejemplo, el tioformaldehído, H2C=S, se condensa al trímero cíclico 1,3,5-tritiano. Sin embargo, con suficiente volumen estérico, puede aislarse tioaldehídos estables.
En trabajos previos, la existencia de los tioaldehídos fue inferida por procesos de entrampamiento. Por ejemplo, se propuso que la reacción de Fc2P2S4 con benzaldehído forma tiobenzaldehído, que forma un cicloaducto con los iluros de tiofosfofina, para formar un anillo de C2PS3.